# 福爾摩沙衛星三號
福爾摩沙衛星三號，簡稱福衛三號，原稱中華衛星三號（簡稱華衛三號），2004年12月30日更名。是台灣的一個氣象衛星群，同時也是中華民國國家太空中心「第一期國家太空科技計畫」的第三個衛星。「福爾摩沙衛星三號計畫」是一大型中華民國與美國雙邊國際合作計畫，由雙方政府授權執行，中華民國國家太空中心與美國大學大氣研究聯盟（UCAR）共同合作執行。2006年4月15日於美國加州范登堡空軍基地發射成功，預計執行為時5年的科學任務計畫。其主要任務是進行全球氣象預報、氣象變遷研究、電離層動態監測。福衛三號並一次發射六顆微衛星（重量大於50kg），以建立全球大氣即時觀測網。2007年9月8日，編號FM6的微衛星一度斷訊失聯，但其後恢復運作。2019年，福衛七號升空並接續其任務。2020年5月1日，福衛三號正式除役。

## 任務歷史
- 1997年，任務籌劃工作展開 [3]。
- 1998年，任務定義完成。
- 2001年5月，簽訂合約（太空中心與UCAR簽訂合作協議）。
- 2005年12月，完成衛星整體測試。
- 2006年3月，完成任務被便審查。同年4月15日（臺灣時間上午9點40分），六顆一組的衛星群組，利用火箭發射升空至516公里高度之「暫駐軌道」。在完成軌道性能驗證，開始進行每隔三個月逐一啟動推進器，於16個月內，分別將六顆衛星推升至800公里的任務軌道高度。且利用地球扁圓效應與衛星高度差，形成每顆衛星於各區隔30度的六軌道面上且均勻分布，涵蓋全球大氣層與電離層，每日提供平均2,000筆輸入資料值。約每三小時可完成全球氣象蒐集及計算分析，約每90分鐘更新一次。
- 2016年3月9日，福衛三號自發射升空迄今已近十年資歷，六顆衛星除一顆於2010年因失效除役外，其餘五顆尚能每日提供約650筆探測資料（初期每日可提供2,400筆資料）給地面接收站使用[4]。
- 2019年4月11日，尚餘兩顆衛星還在運作（持續提供掩星資料）[5][6][7]。
- 2020年5月1日，福衛三號正式除役。

## 基本資料

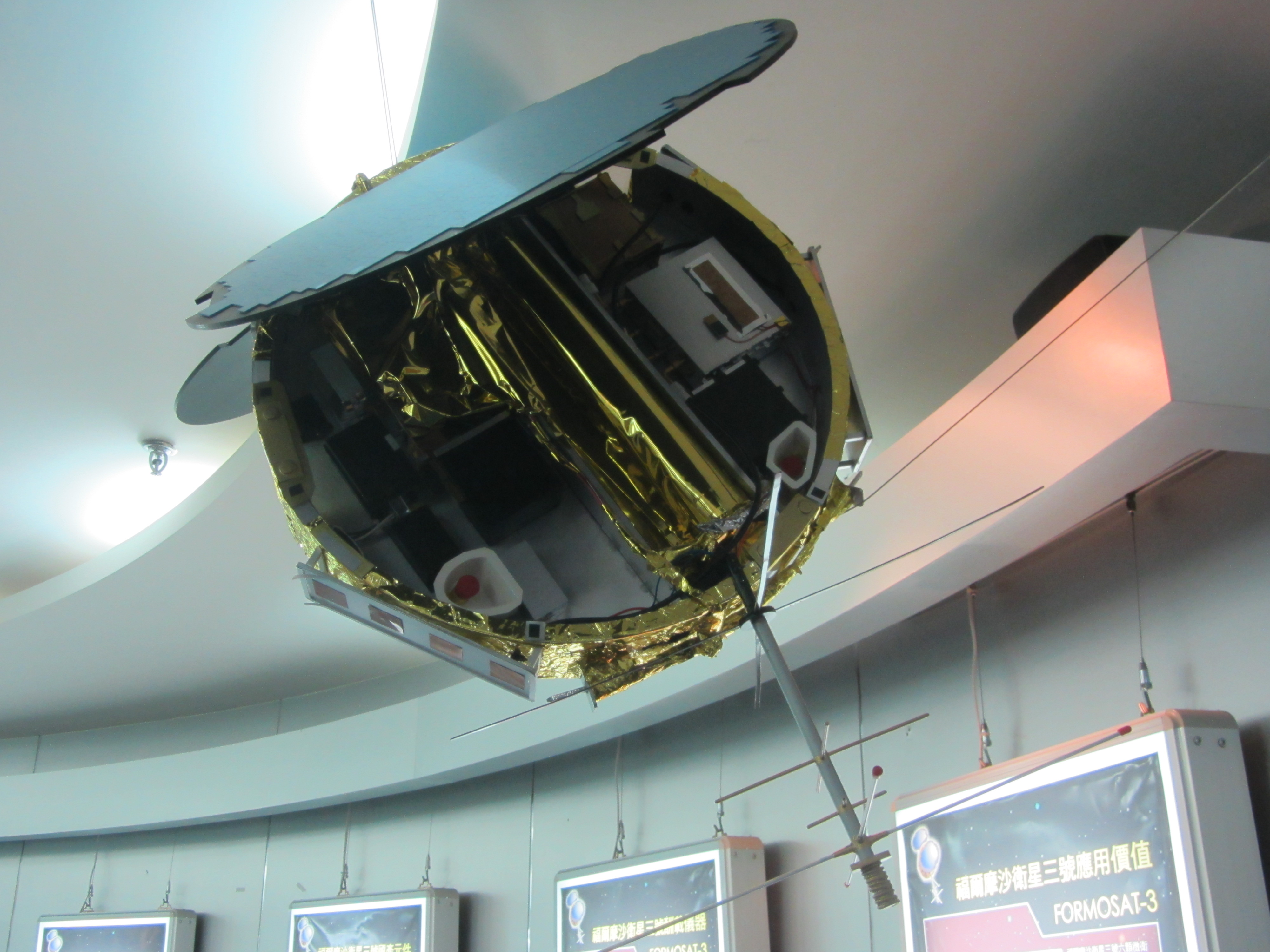
福衛三號模型

- 數量：由六顆微衛星組成一個氣象衛星群（英語：Constellation）[8]。
- 重量：每一顆約重62公斤（包含燃料）。
- 尺寸：外型呈圓扁柱形，直徑約103公分，高約16公分（有兩片圓形太陽能電池板，分別展開121度和59度，發電量207瓦）。
- 電腦中央處理器型號為68302，固態儲存器，飛行軟體為C語言建成。
- 任務軌道：圓形軌道，高度700-800公里，傾角72度。
- 繞行地球一週時間：約100分鐘。
- 酬載儀：（每枚衛星均有酬載）
  - 全球定位系統氣象量測儀（GPS Occultation Experiment, GOX）。
  - 小型電離層光度計（Tiny Ionosphere Photometer,TIP）。
  - 三頻段信標儀（Tri-Band Beacon,TBB）
- 製作總經費：約一億美元（臺灣80%、美方20%）[9]。

### 發射系統
米諾陶運載火箭基本規格
- 推進器：四節固體火箭
- 全長為：19.21公尺
- 總重為：36.2噸

### 地面系統
福爾摩沙衛星三號的地面系統是以太空中心既有之系統為主體，透過位於美國的USN網路系統連結位於瑞典基律納及阿拉斯加費爾班克斯的兩個海外追蹤站來執行福衛三號衛星。

## 主要任務
- 觀測範圍涵蓋全球大氣層及電離層，每天提供全球平均2500點的輸入資料值。這些資料均勻分佈於全球上空，且約每三小時可完成全球氣象資料蒐集及計算分析，約每90分鐘更新一次。除提高氣象預報更新的頻率，及促使氣象報告更具實際效益外，本系統亦可用於長時間之氣候變遷現象之研究、對電離層進行動態監測、進行全球天氣之預報、和提供地球重力研究等相關科學研究。[10]

## 壽命
- 任務壽命：2年。
- 設計壽命：5年。

## 成果
- 2018年4月18日，自2006年4月15日發射至今（2018年4月18日）止，全球氣象資料已蒐集1千萬筆（六百萬筆大氣資料與四百萬筆電離層資料），相關資料已提供88個國家，超過3千8百位人員運用於氣象播報或氣象研究上。其中關於掩星電離層觀測資料五百萬筆（福衛三號佔約其中四百五十萬筆之多），提升氣象預報準確度6%[11]。

## 外部連結
- UCAR COSMIC Program （页面存档备份，存于）